# 페그인터페론 알파-2a
페그인터페론 알파-2a(Peginterferon alfa-2a)는 페가시스 등의 상품명으로 판매되는 B형 간염과 C형 간염 치료에 사용되는 약물이다. C형 간염에는 일반적으로 리바비린과 함께 사용되며 치료율은 24%에서 92% 사이다. B형 간염에는 단독으로 사용할 수도 있다. 피하 주사로 투여한다.
부작용은 흔하게 발생한다. 두통, 피로감, 우울증, 수면 장애, 탈모, 구역질, 주사 부위 통증, 발열 등이 나타날 수 있다. 심각한 부작용으로는 정신증, 자가면역 질환, 혈전증, 감염 등이 있다. 임신 중에는 리바비린과 함께 사용하는 것이 권장되지 않는다. 페그인터페론 알파-2a는 알파 인터페론 계열의 약물이다. 분자 분해를 막기 위해 페길화 처리되었다.
페그인터페론 알파-2a는 2002년 미국에서 의약품으로 승인되었다. WHO 필수 의약품 목록에 등재되어 있다.

## 의료적 이용
이 약물은 만성 C형 간염 (인간면역결핍 바이러스 동반 감염, 간경화증, 정상적인 수준의 ALT를 포함) 치료에 전 세계적으로 승인되었으며 최근 EU, 미국, 중국 및 기타 여러 국가에서 만성 B형 간염 치료제로 승인되었다. 또한 특정 T세포 림프종, 특히 균상식육종 치료에도 사용된다.
페그인터페론 알파-2a는 오래 지속되는 인터페론이다. 인터페론은 바이러스 감염에 반응하여 신체에서 분비되는 단백질이다. 인터페론은 신체의 바이러스 퇴치, 세포 증식 조절, 면역 체계 조절에 중요하다.

### 숙주 유전적 요인
리바비린과 병용한 페그인터페론 알파-2a 또는 페그인터페론 알파-2b로 치료한 유전자형 1형 C형 간염 환자의 경우, 인터페론 람다 3을 코딩하는 인간 IL28B 유전자 근처의 유전적 다형성이 치료 반응에 상당한 차이를 보이는 것으로 나타났다. 원래 네이처에 보고된 이 연구 결과는 IL28B 유전자 근처에 특정 유전 변이 대립유전자를 가진 유전자형 1형 C형 간염 환자가 다른 환자보다 치료 후 지속적인 바이러스 반응을 달성할 가능성이 더 높다는 것을 보여주었다. 네이처의 또 다른 보고서에서는 동일한 유전적 변이가 유전자형 1형 C형 간염 바이러스의 자연 소멸과도 관련이 있음을 입증했다.

## 제조
가지가 달린 40 kg/mol PEG 사슬로 페길화 처리되었다.

## 사회 및 문화

### 판매
페그인터페론 알파-2a는 페가시스라는 상품명으로 제조된다. 2021년 로슈 제약은 페가시스의 전 세계 판매 권리(중국 및 일본 제외)를 zr pharma& GmbH (pharma&)에 매각했다. 2022년 5월, 로슈 오스트레일리아는 페가시스의 판매 및 마케팅을 Echo Therapeutics Pty Ltd.에 이전했다.

## 연구
코크란 리뷰에서는 인터페론 알파-2a가 신생혈관성 노인성 황반변성 환자의 치료제로 사용될 수 있는지 여부를 조사했다. 연구 결과, 시력 향상에 대한 증거는 없었으며 잠재적 해가 있는 것으로 나타났다.